# Acromyrmex pulvereus
Acromyrmex pulvereus é uma espécie de inseto do gênero Acromyrmex, pertencente à família Formicidae.